# هيرمان فان بيلز
هيرمان فان بيلز (بالهولندية: Hermann van Pels)‏ (ولد في 31 مارس 1898 — توفي بالغاز في سبتمبر 1944 في معسكر أوشفيتز بيركينو). كان زوج أوغوستا فان بيلز ووالد بيتر فان بيلز وكان واحداً من ثمانية أشخاص عاشوا في الملحق السري مع عائلة فرانك خلال الحرب العالمية الثانية.
في مذكرات آن فرانك، يحمل الاسم المستعار هيرمان فان دان.